# Necentralna porazdelitev t
Necentralna t porazdelitev je zvezna verjetnostna porazdelitev, ki je posplošitev Študentove t porazdelitve.

## Definicija
Študentova t porazdelitev je verjetnostna porazdelitev razmerja 
{\displaystyle {\frac {Z+\mu }{\sqrt {V/\nu \ }}}=Z{\sqrt {\nu /V}}}
kjer je
- {\displaystyle Z\!} normalno porazdeljena slučajna spremenljivka s pričakovano vrednostjo {\displaystyle 0\!} in varianco {\displaystyle 1\!}
- {\displaystyle V\!} slučajna spremenljivka, ki ima porazdelitev porazdelitev hi-kvadrat z {\displaystyle \nu \!} prostostnimi stopnjami
- {\displaystyle Z\!}  and {\displaystyle V\!}  sta statistično neodvisni slučajni spremenljivki.

## Lastnosti  necentralne t porazdelitve

### Funkcija gostote verjetnosti
Funkcija gostote verjetnosti za necentralno t porazdelitev je 
{\displaystyle f(t)={\frac {\nu ^{\nu /2}\exp \left\{-{\frac {\nu \mu ^{2}}{2(t^{2}+\nu )}}\right\}}{{\sqrt {\pi }}\Gamma (\nu /2)2^{(\nu -1)/2}(t^{2}+\nu )^{(\nu +1)/2}}}}
{\displaystyle \times \int \limits _{0}^{\infty }x^{\nu }\exp \left\{-{\frac {1}{2}}\left(x-{\frac {\mu t}{\sqrt {t^{2}+\nu }}}\right)^{2}\right\}dx}

### Pričakovana vrednost
Pričakovana vrednost je za {\displaystyle \nu >1\!} enaka
{\displaystyle \mu {\sqrt {\frac {\nu }{2}}}{\frac {\Gamma ((\nu -1)/2)}{\Gamma (\nu /2)}}\!} ,
za {\displaystyle \nu \leq 1\!} ne obstoja

### Varianca[2]
Varianca je za {\displaystyle \nu >2\!} enaka 
{\displaystyle {\frac {\nu (1+\mu ^{2})}{\nu -2}}-{\frac {\mu ^{2}\nu }{2}}\left({\frac {\Gamma ((\nu -1)/2)}{\Gamma (\nu /2)}}\right)^{2}\!} ,
za {\displaystyle \nu \leq 2\!} ne obstoja

## Momenti[3]
K-ti moment je za {\displaystyle \nu >k\!} enak
{\displaystyle \left({\frac {\nu }{2}}\right)^{\frac {k}{2}}{\frac {\Gamma \left({\frac {\nu -k}{2}}\right)}{\Gamma \left({\frac {\nu }{2}}\right)}}{\mbox{exp}}\left(-{\frac {\mu ^{2}}{2}}\right){\frac {d^{k}}{d\mu ^{k}}}{\mbox{exp}}\left({\frac {\mu ^{2}}{2}}\right)\!}
za {\displaystyle \nu \leq k\ \!} ne obstoja.

## Povezave z drugimi porazdelitvami
- Kadar je {\displaystyle \mu =0\!} postane necentralna t porazdelitev enaka Študentovi t porazdelitvi.
- Kadar ima slučajna spremenljivka {\displaystyle Z=T^{2}\!} necentralno F porazdelitev, potem ima {\displaystyle T\!} necentralno t porazdelitev.
- Slučajna spremenljivka {\displaystyle Z\!} ima normalno porazdelitev, če velja {\displaystyle Z=\lim _{\nu \to \infty }T\!}, kjer pa ima {\displaystyle T\!} necentralno t porazdelitev.